# Non si sevizia un Paperino
Non si sevizia un Paperino, también conocida en español como Angustia de silencio, No tortures esa muñeca y El extraño secreto del bosque de las sombras, es una película italiana de 1972 del género giallo dirigida por Lucio Fulci, escrita por Fulci y Gianfranco Clerici, y protagonizada por Tomás Milián, Barbara Bouchet, Florinda Bolkan, e Irene Papas.Ambientada en el pueblo rural Accendura, el filme se centra en resolver el misterio detrás del asesinato de varios niños.

La película, considerada como una de las mejores de la carrera de Fulci,usa la violencia explícita y el erotismo del cuerpo femenino para realizar una crítica social a la sociedad italiana de la época.

## Argumento
Ante la incompetencia policial, un periodista y una joven libertina buscan resolver una serie de asesinatos de niños en un pueblo plagado de supersticiones y desconfianza en los forasteros. 

## Reparto
- Tomás Milián - Andrea Martelli
- Barbara Bouchet - Patrizia
- Florinda Bolkan - Maciara
- Irene Papas - Dona Aurelia Avallone
- Marc Porel - Don Alberto Avallone
- Georges Wilson - Francesco
- Marcello Tamborra - Michele